# باتريك بوش
باتريك بوش (بالهولندية: Patrick Bosch)‏ هو لاعب كرة قدم هولندي، ولد في 30 أكتوبر 1964 في Rossum, Overijssel ‏ في هولندا، وتوفي في 11 مايو 2012 في Denekamp ‏ في هولندا. لعب مع تفينتي أنشخيدة ونادي إيمن.